# PGC 67593
LEDA/PGC 67593 ist eine Irreguläre Galaxie vom Hubble-Typ IBm im Sternbild Oktant am Südsternhimmel. Sie ist rund 109 Millionen Lichtjahre von der Milchstraße entfernt. Vermutlich bildet sie gemeinsam mit NGC 7095 ein gravitativ gebundenes Galaxienpaar.